# هاري باريت
هاري باريت هو سياسي كندي، ولد في 1925.